# Burgliebenau
Burgliebenau ist ein Ortsteil der Gemeinde Schkopau im Saalekreis (Sachsen-Anhalt).

## Geografie und Nahverkehr
Burgliebenau liegt östlich des Hauptortes Schkopau an der Landesstraße 183, südlich des Flusses Weiße Elster. Südöstlich des Ortes befindet sich der Wallendorfer See, nordwestlich das Landschaftsschutzgebiet Luppe-Elster-Aue.
Im öffentlichen Nahverkehr ist Burgliebenau mit folgenden Linien erreichbar:
- 724 (PNVG): Merseburg – Halle (Saale) – Burgliebenau – Röglitz – Schkeuditz
- 738 (PNVG): Günthersdorf – Schladebach – Burgliebenau – Merseburg (nur Einzelfahrt in Rtg. Merseburg)
- 739 (PNVG): Merseburg – Burgliebenau – Wallendorf – Günthersdorf

## Geschichte
Burgliebenau gehörte bis 1815 zum hochstiftlich-merseburgischen Amt Merseburg, das seit 1561 unter kursächsischer Hoheit stand und zwischen 1656/57 und 1738 zum Sekundogenitur-Fürstentum Sachsen-Merseburg gehörte. Durch die Beschlüsse des Wiener Kongresses kam der Ort im Jahr 1815 zu Preußen und wurde 1816 dem Kreis Merseburg im
Regierungsbezirk Merseburg der Provinz Sachsen zugeteilt, zu dem er bis 1952 gehörte. Bei der Kreisreform in der DDR kam der Ort im Jahr 1952 zum Kreis Merseburg im Bezirk Halle, der 1994 zum Landkreis Merseburg-Querfurt und 2007 zum Saalekreis kam.
Am 1. August 2004 wurde Burgliebenau mit acht weiteren Gemeinden zur Einheitsgemeinde Schkopau vereinigt.

## Sehenswürdigkeiten
- Barocke Dorfkirche St. Philippus und Jacobus (1732)
- Burg Burgliebenau (1356 Erwähnung, 1687 Wiederaufbau)[5]